# Pimpla pedalis
Pimpla pedalis là một loài tò vò trong họ Ichneumonidae.